# Anna Myrberg
Anna Myrberg (Norberg, 9 de maig de 1878 - Estocolm, 1 d'abril de 1931) va ser una autora, poetessa i lletrista sueca.

## Carrera
Molts dels escrits d'Anna Myrberg apareixien sota el pseudònim de Svarta Masken ("La Màscara Negra"). Després d'estudiar fotogravat, va trobar treball en un estudi de fotografia i en un diari d'Estocolm. El seu debut com a poeta va ser amb la col·lecció de 1919 Svarta Maskens Dårdikter ("Poemes idiotes de la Màscara Negra"). Va publicar diversos volums de poesia i humor, entre els quals s'inclouen dos llibres sobre Willy Anderson, un jove del sud d'Estocolm. El segon d'aquests dos llibres va ser portat al cinema amb la pel·lícula de 1929 Ville Andersons Äventyr ("L'aventura de Willy Anderson"). També va participar amb articles i poemes a la revista d'humor sueca Kasper.
Myrberg va escriure les lletres d'algunes cançons famoses, com Lördagsvalsen ("El vals del dissabte") i Livet I Finnskogarna ("Vida en els boscos finesos"). Els seus treballs van ser gravats als Estats Units per Gustav Fonandern, Arvid Franzen i Olle i Gråthult (Hjalmar Peterson) i la seva orquestra. Hjalmar Peterson va publicar els seus escrits en els seus cancioners.
L'any 1972 l'actor suec John Harryson va gravar un àlbum sobre la comèdia antiga sueca, amb tres cançons de Svarta Masken: Bröllopet i Flänga, Lördagsvalsen i Stora fötter.

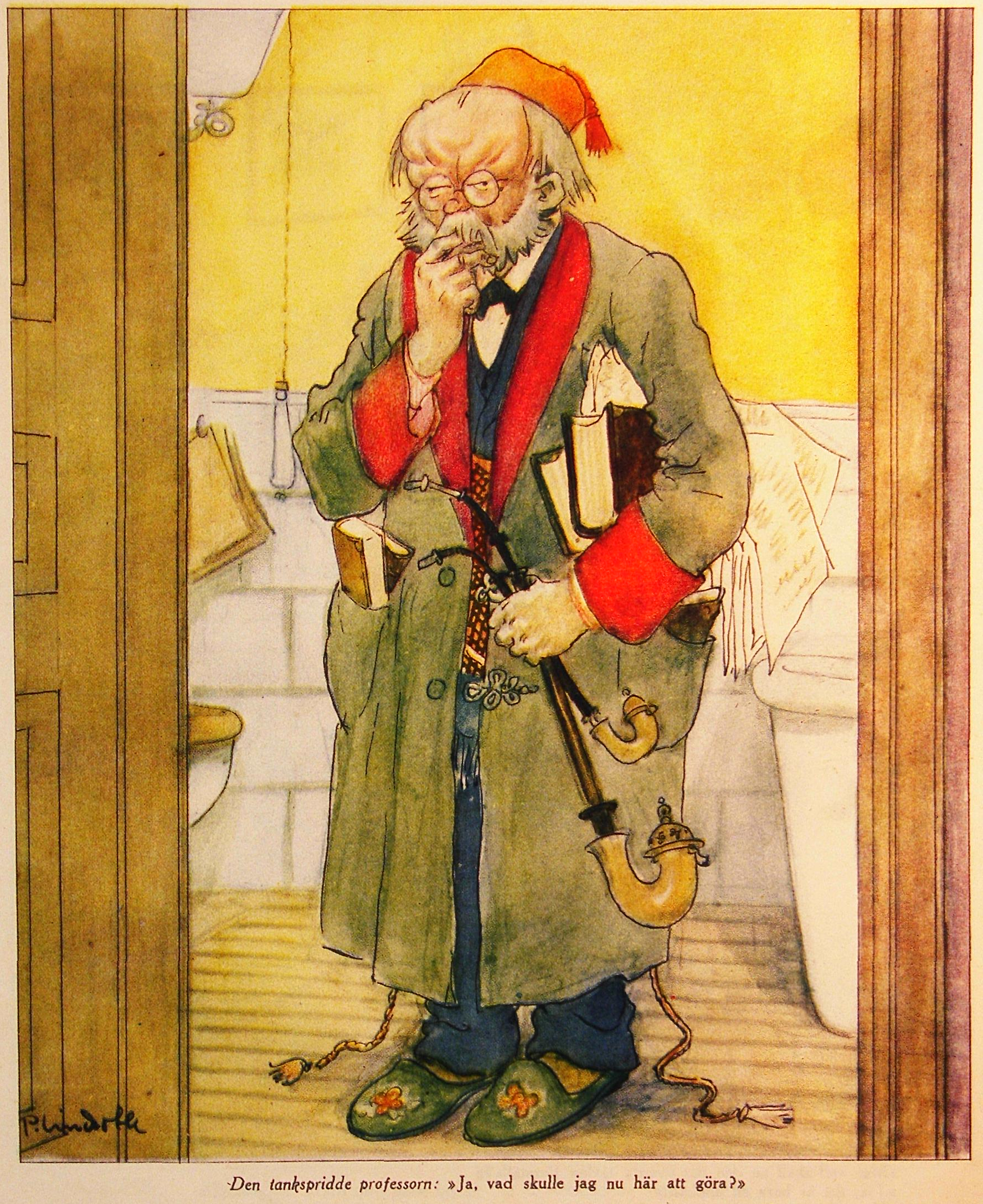
Kasper Revista d'humor (1929)

## Lletres destacades
- Bröllopet i Flänga
- Livet i Finnskogarna
- Lördagsvalsen
- Turalleri-Turallera